# Brachynervus multimacularis
Brachynervus multimacularis är en stekelart som beskrevs av Wang 1992. Brachynervus multimacularis ingår i släktet Brachynervus och familjen brokparasitsteklar. Inga underarter finns listade.